# Kineski vrt
Kineski vrt stil je pejzažnog vrta, koji se razvijao tijekom tri tisuće godina u Kini. Uključuje i goleme vrtove kineskih careva i članova carske obitelji, izgrađene za užitak i impresioniranje, i intimnije vrtove koje su podigli znanstvenici, pjesnici, bivši vladini dužnosnici, vojnici i trgovci, nastale za razmišljanje i bijeg od vanjskog svijeta. Oni čine idealizirani minijaturni krajolik, koji treba izraziti sklad koji bi trebao postojati između čovjeka i prirode.
Kineski vrt vrtna je umjetnost unutar koje je svaka kineska dinastija dala svoje karakteristične inačice. Tradicija vrtne umjetnosti seže u 2600 godina prije Krista. Prvi kineski vrtovi služili su isključivo za uzgoj ljekovitog i začinskog bilja, a vrlo brzo nakon toga počeli su se saditi i ukrasni vrtovi. Nema sačuvanih starih kineskih vrtova, a za njih znamo iz povijesnih i materijalnih izvora. Kinezi su prvi razvili pejzažni stil u vrtnoj umjetnosti umjesto geometrijskog. Još jedna značajka kineskog vrta njegove su velike dimenzije. Neki su vrtovi bili veliki i po nekoliko stotina kilometara. Tako je car Qin Shi Huangdi iz dinastije Qin (3. stoljeće pr. Kr.) imao vrt koji je pokrivao trideset okruga, s replikama dvoraca vladara koje je porazio u ratu. Veliki osvajač Wu Ti iz dinastije Han (2. st. pr. Kr.) imao je toliko velik vrt da je trideset tisuća robova radilo na njegovom održavanju. Iz vjerskih i filozofskih razloga, koncepcija kineskih vrtova bila je sračunata na davanje dojma raja na zemlji.
Kineski vrt se stoljećima formirao u tri osnovna stila:
- Idilični stil - mora imati jezero s otokom, ribarsku kuću na obali, vrbe, čamce i mreže za pecanje. Trebao je nalikovati ribarskom selu.
- Zastrašujući stil - obično se samo dio vrta koristio u sumrak kada su sjene dodavale zastrašujući izgled vrta. Iščupana stabla ponovno su zasađena s korijenjem gore.
- Duhovni ili duhoviti stil – imao je neobične (duhovne) kontraste oblika i boja.

U vrtu su se nalazili različiti neobični arhitektonski elementi, poput otvorenih galerija jarkih boja prekrivenih lakiranim pločicama i vrata raznih oblika. Najstarija vrata su osmerokutnog oblika ili okrugla (mjesečeva vrata). Kamene gromade za vrt pažljivo su odabrane. Bilo je tu i patuljastih stabala uzgojenih posebnom tehnikom uzgoja bonsai biljaka. Kroz vrt se kretalo gotovo isključivo čamcima, a znatno manje stazama između dijelova vrta.